# Nemoraea pellucida
Nemoraea pellucida är en tvåvingeart som först beskrevs av Johann Wilhelm Meigen 1824.  Nemoraea pellucida ingår i släktet Nemoraea och familjen parasitflugor. Arten är reproducerande i Sverige. Inga underarter finns listade i Catalogue of Life.